# Nakajima B6N Tenzan
Торпедоносец Тяньшань (Тэндзан)  ВМС Императорской Японии  (яп.  Кайгун кандзё когэкики Тяньшань /Накадзима Бирокуэн) — трёхместный цельнометаллический торпедоносец корабельного базирования ВМС Императорской Японии. Разработан в авиационном КБ завода Накадзима. Всего на вооружение ВМС Императорской Японии с лета 1943 г. поступило немногим менее полутора тысяч машин. Условное обозначение ВВС США и Великобритании — „Джилл“ „Jill).

## История
В 1939 г. одновременно с модернизацией Т-97 ГУ авиации ВМС Японии инициировало начало разработки машины нового поколения. В авиаКБ было направлено тактико-техническое задание (ТТЗ) ВМС № 14  (яп.  14-Си). Бомбо-торпедная нагрузка (авиаторпеда Т-91 (800 кг) и вооружение (турельный пулемет АП-89) соответствовало предыдущему торпедоносцу Т-97, но требовалось увеличение скорости (300 уз./460 км/ч) и дальности (с полной нагрузкой/перегоночная 1,9/3,4 тыс. км). На бесконкурсной основе проект КБ Накадзима под заводским шифром N-10 возглавил ведущий конструктор К. Мацумура. Первый полет опытной машины состоялся в первой половине 1941 г., доводка двигателя затянулась до 1943 г., после чего началась серийная постройка.
Всего построено 1,3 тыс. машин (только 100 ед. с Защитником). Для обеспечения летных характеристик планировался авиадвигатель Мицубиси-Марс  (яп.  Касэй) Марс, но, принимая во внимание возможность рост мощности двигателя до 2 тыс. л. с. руководство КБ Накадзима настаивало на приоритете собственного Защитника  (яп.  Мамору).

## Модификации

#### Серийные
- Первая с двигателем Накадзима-Защитник  (яп.  Мамору) (124 ед.)
- Вторая с двигателем Мицубиси-Марс  (яп.  Касэй)

- Поздняя с АП-103 (13 мм)

#### Опытные
- Опытная пара с модернизированными капотом и фонарем

## Характеристики

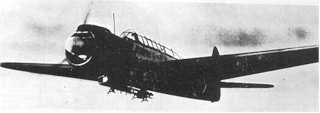
Тяньшань с авиаторпедой
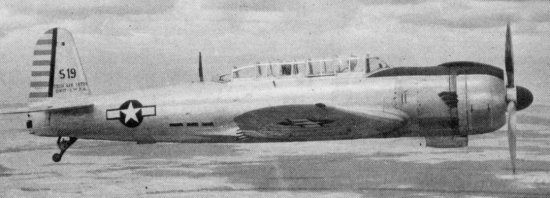
Трофейный Тяньшань РУ ВВС США

| Торпедоносец Тяньшань ВМС Императорской Японии |                                                        |
| Характеристики                                 | Вторая модификация (B6N2)                              |
| Технические                                    |                                                        |
| Экипаж                                         | 3 чел.                                                 |
| Длина                                          | 10,4 м                                                 |
| Высота                                         | 3,7 м                                                  |
| Размах крыла (площадь)                         | 14,9 м (37,25 м²)                                      |
| Нагрузка на крыло                              | 139 кг/ м²                                             |
| Масса cухая (снаряженная)                      | 3,2 т (5,2 т)                                          |
| Силовая установка                              |                                                        |
| Двигатель                                      | Марс-2                                                 |
| Объем                                          | 42 л                                                   |
| Мощность                                       | 1850 л. с.                                             |
| Лётные                                         |                                                        |
| Cкорость макс. (крейсерская)                   | 463 км/ч (330 км/ч)                                    |
| Скороподъемность                               | 7,58 м/с                                               |
| Потолок                                        | 8,6 км                                                 |
| Дальность                                      | 3,5 тыс. км                                            |
| Вооружение                                     |                                                        |
| Стрелковое                                     | синхр. АП-103 турельное АП-92                          |
| Подвесное                                      | подфюзеляжное Т-91 (800 кг) подкрыльевое пара ОФАБ-250 |

## Боевое применение

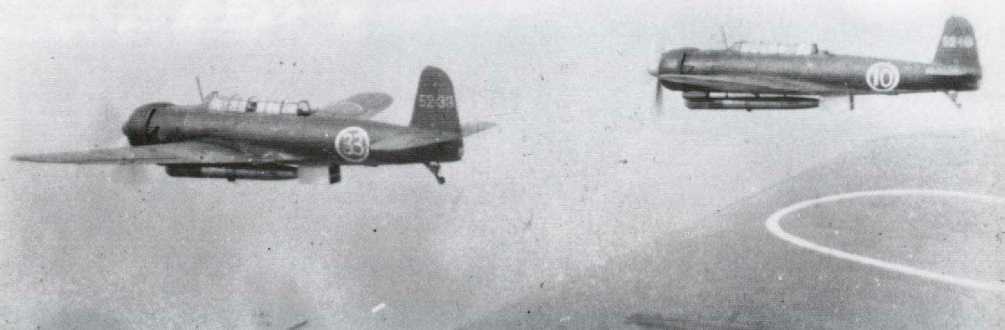
Тяньшань с Т-91
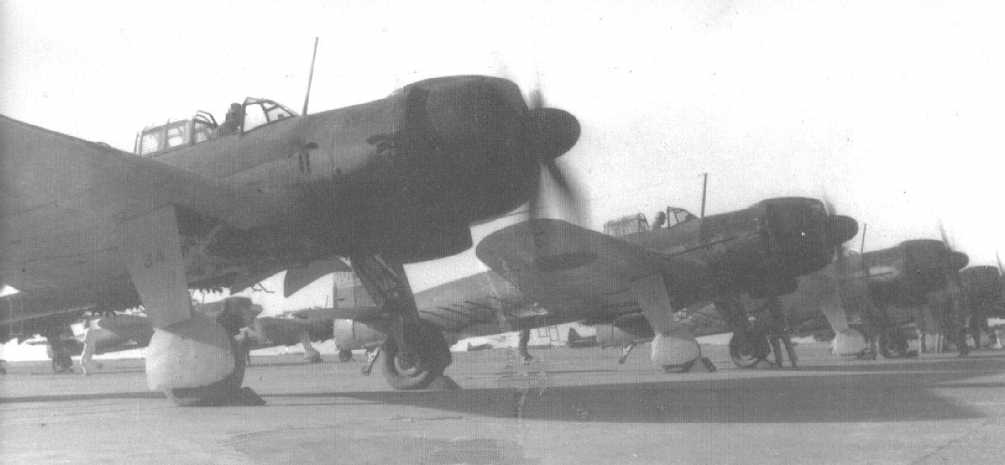
Разведчики САП №601 с РЛС
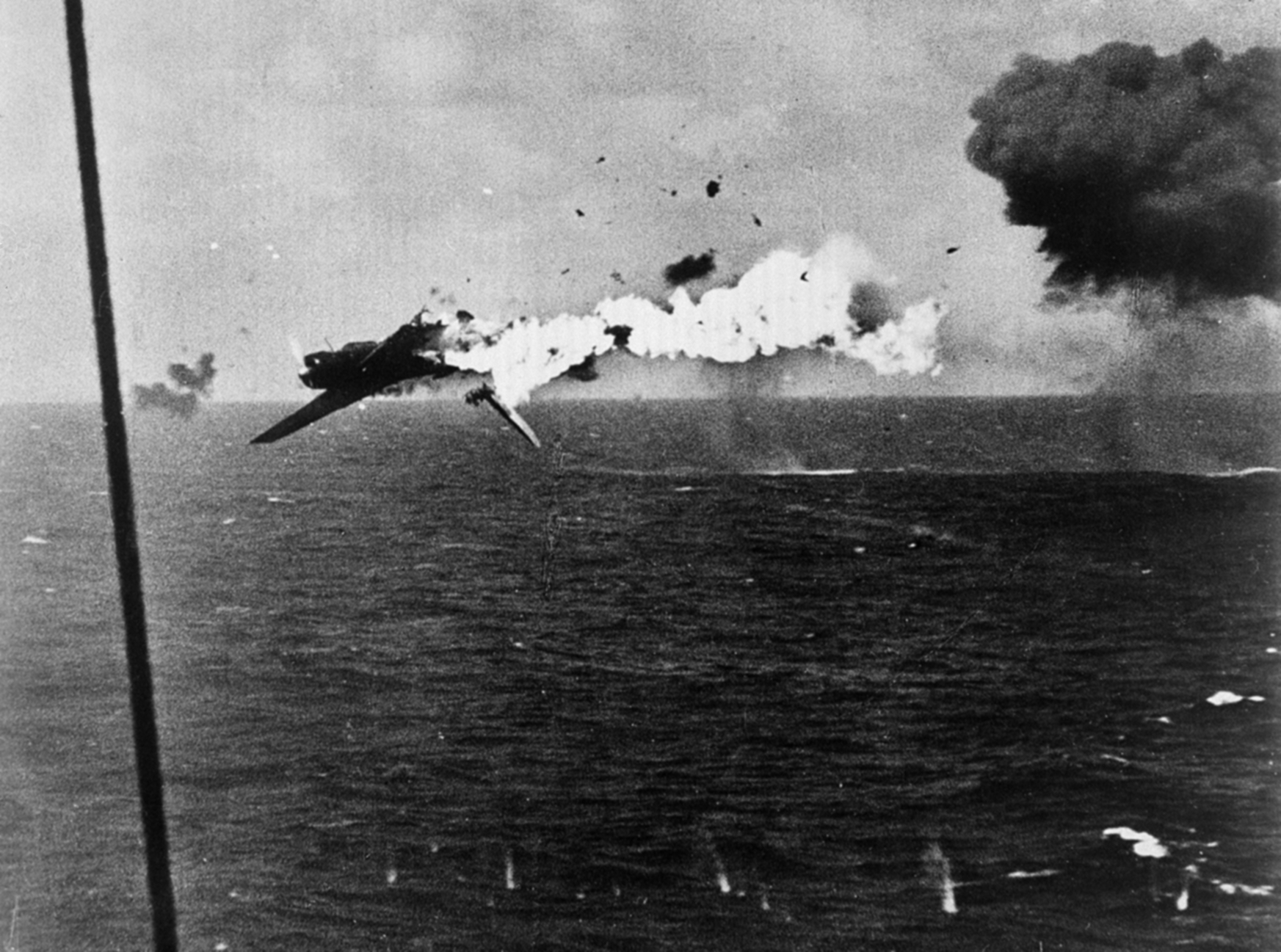
Уничтоженный Тяньшань в ходе боев за Окинаву (1945 г.)

#### Оборонительная операция у Н. Гвинеи
Поставки Тяньшаней в строевые части начались летом 1943 г. В первую очередь торпедоносцы Тяньшань получили корабельные САП №601 (корабельная авиация ДАВ №1 Маневренного Флота №1), №652 и №653 ВМС. В связи с продвижением сил КМП США к арх. Марианских о-вов и с угрозой десанта на о. Бугенвиль осенью 1943 г. 40 машин из состава САП №601 были переданы на береговой аэродром ПМТО ВМС Рабаул (в вылетах к о. Бугенвиль потеряна четверка). При выводе САП №601 на арх. Микронезии (ПМТО ВМС Трук) из сорока переданных машин в строю оставалось не более шестерки.
Применение Тяньшаней корабельного базирования состоялось летом 1944 г. в ходе оборонительной операции у Марианских островов. Оборудованные РЛС торпедоносцы ДАВ №№1-2 МФл №1 наводили ударные группы (потеряно до шести рот ТАЭ). В дальнейшем Тяньшани применялись в составе береговых МТАП ВМС. В ходе боев за Окинаву весной 1945 г. Тяньшани частично применялись как таранные. МТАП №705 и №752 совершали вылеты с МТАП дальней авиации на ДБ-1. В последние месяцы войны торпедоносцы Тяньшань имели на вооружении МТАП №131, №551 и №903 - последний выполнял задачи ПЛО Японского моря (машины были оборудованы РЛС). Усиленную роту Тяньшаней имел в составе МТАП №553 на севере метрополии, в 1945 г. принимавший участие в отражении десантов на Курильскую гряду.

## Оценка проекта
Торпедоносец Тяньшань проявил себя как машина, сравнимая по многим параметрам с торпедоносцем TBF ВМС США. Ввод в строй затянулся из-за доводки силовой установки. Когда Тяньшани стали массово поступать на вооружение береговых МТАП ВМС Японии, господство в воздухе было прочно захвачено противником, и успешное применение новейшего торпедоносца было крайне затруднено.